# 竹本信弘
竹本 信弘（たけもと のぶひろ、1940年2月24日 - 2024年7月14日）は、日本の新左翼元活動家・理論家。かつては滝田修（たきたおさむ）というペンネームを使用していた。
1969年、京大パルチザンを結成。1971年の埼玉県朝霞駐屯地での自衛官殺害事件の共謀共同正犯として指名手配され、10年間逃亡の後、逮捕された。のち有限会社メディアコム代表。
2024年7月14日、京都市伏見区の病院で誤嚥性肺炎により死亡した。84歳没。

## 人物

### 生い立ち
京都府京都市で京都教育大学名誉教授竹本正信の次男、三人兄弟の末っ子として生まれる。1958年、京都府立洛北高等学校卒業。1960年、京都大学経済学部入学。1964年に京都大学大学院修士課程に進み、ドイツ社会思想史（特にローザ・ルクセンブルク）を専攻する。大学院時代、『ガロ』1965年11月号に、白土三平のカムイ伝をマルクス研究者としての「私の問題意識に極めて鋭く迫る」ものとして礼賛する投稿を行っている。

#### 過激派の教祖へ
1967年助手試験に合格。博士課程を中退し、京都大学経済学部助手になる。同年、「ローザ・ルクセンブルクの社会主義運動論」を雑誌『思想』（岩波書店）に発表して、学界の注目を集める。
1968年、若手研究者として将来を嘱望される一方、京大闘争が始まると、助手の立場から参加。1968年からアルバイトとして難波予備校講師を兼任（～1972年）。この頃から「滝田修」のペンネームで積極的に論文を執筆するようになる。1969年、土本典昭のドキュメンタリー映画『パルチザン前史』に出演し、過激派の教祖と目され、「日本のゲバラ」と呼ばれるに至る。1970年の三島由紀夫自決（三島事件）に際しては「われわれ左翼の思想的敗退だ。あそこまでからだをはる人間をわれわれは一人も持っていなかった。動転した」「70年代の闘争をやり抜くためには、新左翼の側にも何人もの"三島"をつくらねばならん」と発言し、パルチザンを組織して闘争を行うことを主張。当時、『週刊朝日』誌上で大橋巨泉と対談したこともある。その暴力革命論は全国の全共闘系学生に心情的影響を与えた。竹本に影響を受けた学生の中には同大学出身の奥平剛士や安田安之らがおり、2人は1972年にテルアビブ空港乱射事件を起こした。

#### 「潜行」生活
1971年8月に起こった朝霞自衛官殺害事件の首謀者と目され、1972年1月9日に指名手配されると「一方的に着せられた身に覚えのない濡れ衣を官憲に対して自ら晴らさねばならない義務はない」との声明を出し、大阪府高槻市の自宅に妻子を残したまま、大阪府寝屋川市の愛人との隠れ家から逃亡し潜行。1977年6月、京都大学評議会は竹本の分限免職処分を決定した（竹本処分）。1980年6月、手配容疑の強盗予備罪の公訴時効が成立する直前、新たに強盗致死の逮捕状が出たため、公訴時効はさらに12年延長された。
竹本は潜行中の1974年6月19日、滝田修名義で『只今潜行中・中間報告』を序章社から出版。この間、元京都府学連執行委員である友人の自宅（奈良県大和高田市）、映画監督の土本典昭の実弟の自宅（東京都世田谷区）、弁護士の青木英五郎の甥の自宅（東京都新宿区）、画家の丸木位里の自宅（埼玉県東松山市）、被差別部落の詩人の植松安太郎（筆名・百合崎迅）の自宅（埼玉県深谷市）などを匿われて転々とし、「山崎篤」の偽名を用いてモテルでの雑役夫や家庭教師、蕎麦屋の店員、プレス屋、植木屋、庭石屋、土建屋、梱包屋、弱電メーカー（下請け）の工員、シャッター会社（下請け）の工員、長距離トラックの助手などの仕事を転々として糧を得る一方で、流れ者への警戒心を封じるために知的障害者を装ったこともある。やがて栃木県足利市のプレス工場で旋盤工として働き出したが作業中の事故で右手人差し指と中指を切断。この切断障害が警察から目印とされるようになる。その後、群馬県大泉町や群馬県館林市、東京都世田谷区、川崎市多摩区と移り住み、画家中村正義、画家山下菊二に匿われていたが、1982年8月8日午後4時55分、川崎市多摩区枡形の生田緑地内日本民家園で愛人と共に散歩しているところを埼玉県警察に逮捕された。10年7ヶ月の逃亡生活であった。

##### 「潜行」の軌跡[12]
- 1972年1月9日、大阪府寝屋川市の愛人宅から逃走。奈良県大和高田市の友人（元京都府学連執行委員）の自宅に潜伏（同年4月16日まで）。この期間、「確実に反撃を開始しよう」と題する声明文を「序章」第7号や「京都大学新聞」1月24日号に発表。
- 1972年1月26日、映画監督土本典昭、『情況』編集部柴田勝紀ら4人が滝田捜索のため家宅捜索を受ける。
- 1972年2月11日、京大構内で開かれた「学費値上げ粉砕・自衛隊沖縄派兵阻止・集中弾圧粉砕京大全学集会」に声明文を寄せる。
- 1972年4月16日、寺に身を寄せる予定で茨城県まで自動車で移動したが住職の不同意により予定を変更し、東京都の知人宅に身を寄せ、1973年1月まで都内11ヶ所を転々とする。
- 1972年9月8日、パリでの目撃証言が『時事』に誤報される。
- 1972年11月末、テレビのクイズ番組に滝田と酷似する男性が出演し、通報を受けて警視庁が捜査したが別人と判明[13]。
- 1972年12月、熊本市内で滝田と酷似する男性が職務質問を受けるが別人と判明[13]。
- 1973年1月頃 - 埼玉県東松山市の丸木位里宅で1ヶ月間潜伏。
- 1973年2月 - 長野県を経て静岡県沼津市およびその周辺へ。
- 1973年春頃 - 東京都内を経由して埼玉県の植松安太郎の親類経営のモテルへ住み込む[14]。業務の内容は、モテルの宿泊客が残した陰毛の掃除や便所掃除、シーツやコンドームの交換などであり、滝田当人はこの仕事について「公然と侮辱されている感じ」と述べている[15]。
- 1973年6月20日、神戸大学の「造反教官」松下昇や徳島大学の山本光代などが滝田捜索のため家宅捜索を受ける[14]。
- 1973年6月28日と29日、池田浩士、菅谷規久雄、坂本守信などが家宅や研究室の捜索を受ける。
- 1973年10月 - 東京都渋谷区のマンションへ。
- 1975年春以降 - 埼玉県や群馬県の各地を転々とし、蕎麦屋の店員、プレス工、植木職人見習い、ブロック工として労働。この間、足利市のプレス工場で指を切断。
- 1977年春から1978年夏まで - 群馬県館林市の借家に潜伏。
- 1978年3月、藤堂明保や大谷竹山が滝田捜索のため家宅捜索を受ける[16]。このため、大谷が親しい法務大臣古井喜実などを通じて埼玉県警に抗議し、謝罪させた。
- 1979年4月、小山弘健やその近隣者が滝田捜索のため家宅捜索を受ける[17]。

#### 「滝田修」解体
浦和地方裁判所で竹本は無罪を主張したが、1989年3月2日の判決では強盗致死の謀議を否定し幇助で有罪として、懲役5年が確定した（なお、この時の弁護人の一人が安田好弘であった）。浦和拘置所での未決勾留日数6年7ヶ月が量刑を上回っていたため、即日釈放された。1989年12月、竹本信弘として「滝田修解体」を出版し、かつての革命の非を認めた。竹本は、本書の中で「"過激派の教祖・滝田修"──この虚名は、もちろん警察とそれに追随するマスコミが悪意をもってつくり上げたものである」と主張しつつ、「私自身もそのような滝田修像をよしとして受け容れて、虚像づくりに参加していたのである」「時代の気分に『迎合』していた、といわれても抗弁できない自分を感じる」と述べている。一方、裁判では無罪を主張して東京高等裁判所に控訴したが（検察側は控訴せず）、1992年7月21日に控訴を取り下げ、有罪判決が確定した。刑務所へ収監されることはなかった。
1989年に拘置所を出てからはテレビ番組の制作会社などを経て、1996年に映像制作会社の有限会社メディアコムを設立。今日もなお自らの無実を主張し、自分は「反革命集団ないし警察権力の政治意志のもとに仕掛けられた罠」に嵌められたと発言している。

## 著書
- 『ローザ・ルクセンブルク論集』（情況出版、1971年）共著
- 『ならずもの暴力宣言―滝田修評論集』（芳賀書店、1971年）
- 『只今潜行中・中間報告』（序章社、1974年）
- 『昔の名前で出ています―滝田修評論集』（新泉社、1982年）
- 『わが潜行四〇〇〇日』（三一書房、1983年）
- 『たけもとのぶひろ全集』全4巻（イサド同盟、1985年）
- 『滝田修解体』（世界文化社、1989年）たけもとのぶひろ名義
- 『泪の旅人─ならず者出獄後記』（明月堂書店、2001年）同上
- 『今上天皇の祈りに学ぶ』（明月堂書店、2018年）同上

## 映画出演
- 『パルチザン前史』（土本典昭監督、1969年） - 「ドキュメンタリー映画史の残る傑作」と言われながら長年ソフト化されていなかったが、2016年8月2日、幻の映画復刻レーベルDIGからDVD発売が開始された。